# 기즈모도

워드마크

기즈모도(Gizmodo)는 디자인, 기술, 과학, SF 웹사이트이다. 처음에 닉 덴튼이 운영하는 거커 미디어의 일부로서 시작되었으며 킨자 플랫폼 위에서 동작한다. 또, 기즈모도는 SF와 미래주의에 초점을 둔 io9 웹사이트를 포함하고 있다. 기즈모도는 현재 그레이트 힐 파트너스 소유의 G/O 미디어의 일부이다.

## 분야
기즈모도의 블로거는 소비자 가전 전시회(CES) 2007의 첫 사진을 찍었으며 로이터에 따르면 맥월드의 기자들이 스티브 잡스의 2007 키노트 연설을 더 잘 다루는 곳이 기즈모도냐 엔가젯이냐를 두고 설전을 벌였다.